# زبان والریایی
زبان والریایی (انگلیسی: Valyrian languages) یک زبان ساختگی و خیالی است که از رمان‌ ترانه یخ و آتش نوشتهٔ جرج آر. آر. مارتین گرفته شده و در مجموعهٔ تلویزیونی بازی تاج‌وتخت به‌کار رفته است.
در رمان مزبور، به زبان والریایی عُلیا و شاخه‌های آن اشاراتی می‌شود، اما تنها چند واژه اندک از آن به‌کار می‌رود. برای مجموعهٔ تلویزیونی بازی تاج‌وتخت، زبان‌شناس آمریکایی دیوید جی. پیترسن زبان والریایی عُلیا و چندین زیرشاخه از آن همچون والریایی آستاپوری و والریایی میرینیسی را بر پایهٔ چند واژهٔ اولیه‌ای که در رمان به‌کار رفته بود، ابداع کرد. زبان‌های دوتراکی و والریایی را، باورپذیرترین زبان‌های ساختگی، از زمانِ ابداعِ «زبان الفی» تا کنون توصیف کرده‌اند.
در رمان ترانه یخ و آتش، زبان والریایی جایگاهی چون زبان لاتین را در اروپای قرون وسطا دارد. مطابق رمان، این زبان دیگر در مبادلات و روابط روزمره کاربردی ندارد، بلکه زبان علم و آموزش در میان طبقهٔ اشرافِ «اِسوس» و «وستروس» است و بیشترِ متونِ ادبی و ترانه‌های والریایی، به این زبان است.

Nyke Daenerys Jelmāzmo hen Targārio Lentrot, hen Valyrio Uēpo ānogār iksan. Valyrio muño ēngos ñuhys issa. "من دنریس تارگرین از خاندان تارگرین هستم. از خون و سُلالهٔ والریای کهن. والریایی، زبان مادری من است."

— بازی تاج‌وتخت، فصل سوم، قسمت چهارم